# Tephrina camerunensis
Tephrina camerunensis là một loài bướm đêm trong họ Geometridae.